# Oxanthera brevipes
Espèce
Oxanthera brevipes ou Citrus brevipes, oranger de forêt, est un petit arbuste sauvage endémique de la Grande Terre en Nouvelle-Calédonie.

## Dénomination
Benjamin C. Stone publie la description d'Oxanthera brevipes B.C.Stone en 1985 à partir d'une plante du massif du Koniambo recueillie par Jaffré (1974, qui en dessine la feuille et le fruit), il signale un autre spécimen provenant du plateau de Tica (McKee 1968). Les sous-populations nommées portent les noms de leurs origines Belep, Tinip, Koniambo, Tia, Poya.
Le nom local est Dongan da diet = Oranger de forêt.

## Description
Le pétiole de la feuille est très court, non articulé, la feuille longue de 2,5 à 4,5 cm, large de 0,8 à 1,5 cm est totalement glabre, épaisse, brillante au dessus le fruit est long et fin (l'herbier du MNHN possèdes des spécimens à feuilles plus ou moins larges et longues). La fleur blanc pur, très odorante (odeur de fleur d'oranger dit l'herbier du MNHN) a 5 pétales larges. La plante est adaptée au maquis bas et ouvert.

## Écologie
Ph. Mora et al. (1986) classent O. brevipes: E. endémique; U. espèces croissant exclusivement sur substrat ultrabasique; S. espèces strictement de maquis miniers (plante inféodées à cette formation qui couvre 4 500 km2 en Nouvelle-Calédonie).